# SuperLiga (2021)
SuperLiga (2021) (od nazwy głównego sponsora SuperLiga CEC Bank) – dziesiąta edycja zreformowanej najwyższej klasy rozgrywkowej w rugby union w Rumunii, a jednocześnie sto czwarte mistrzostwa kraju. Zawody odbywały się w dniach 24 kwietnia – 16 października 2021 roku, a tytuł mistrzowski obroniła drużyna CSM Baia Mare.
W obu meczach play-off zwyciężyły drużyny wyżej rozstawione, półfinały zatem były powtórką z poprzedniej edycji. Także na tym etapie lepsze były wyżej rozstawione kluby – Steaua Bukareszt i CSM Știința Baia Mare – które w sezonie zasadniczym rozegrały dwa zacięte pojedynki dzieląc się zwycięstwami. W finale stołeczni ulegli zawodnikom z Baia Mare, dla których był to trzeci tytuł z rzędu, pierwszy brąz w SuperLidze zdobyło Dinamo, zaś w meczu najsłabszych zespołów tego sezonu po raz trzeci lepsi okazali się zawodnicy CS Universitatea Cluj-Napoca.

## Informacje ogólne
Była to dziesiąta edycja SuperLigi, w poprzednich dziewięciu sezonach triumfowały jedynie zespoły z Baia Mare i Timișoary, które też rozegrały między sobą siedem finałów. Na początku kwietnia 2021 roku Federațiă Română de Rugby potwierdziła schemat zawodów, które miały odbyć się tym samym systemem co w poprzedniej edycji. W rozgrywkach wzięło udział wszystkie sześć drużyn ubiegłego sezonu; prowadzone one były w pierwszej fazie systemem kołowym według modelu dwurundowego. Druga faza rozgrywek obejmowała mecze systemem pucharowym zaplanowane na październik 2021 roku – bezpośrednio do półfinałów awansowały dwie najlepsze drużyny, pozostałe cztery rywalizowały zaś o pozostałe w nich dwa miejsca.
Mecze o medale zostały zaplanowane na Stadionul Arcul de Triumf początkowo z udziałem publiczności z zachowaniem reżimu sanitarnego, lecz ostatecznie z uwagi na pandemię COVID-19 odbyły się bez widowni.

## Drużyny
| Klub                         | Miasto      | 2019/2020 |
| ---------------------------- | ----------- | --------- |
| CSM Știința Baia Mare        | Baia Mare   | 1.        |
| SCM Timișoara                | Timișoara   | 2.        |
| Steaua Bukareszt             | Bukareszt   | 3.        |
| Dinamo Bukareszt             | Bukareszt   | 4.        |
| CS Tomitanii Constanța       | Konstanca   | 5.        |
| CS Universitatea Cluj-Napoca | Kluż-Napoka | 6.        |

## Faza grupowa
| 24 kwietnia 202111:00 | SCM Timișoara | 5:0 (wo.) | ACS Tomitanii Constanța | Stadionul Gheorghe Rășcanu, Timișoara |
| 24 kwietnia 202111:00 |               | 5:0 (wo.) |                         | Stadionul Gheorghe Rășcanu, Timișoara |

| 24 kwietnia 202111:00 | Steaua Bukareszt | 38:36 | Dinamo Bukareszt | Ghencea, Bukareszt |
| 24 kwietnia 202111:00 |                  | 38:36 |                  | Ghencea, Bukareszt |

| 24 kwietnia 202114:00 | CSM Știința Baia Mare | 36:18 | CS Universitatea Cluj-Napoca | Arena Zimbrilor, Baia Mare |
| 24 kwietnia 202114:00 |                       | 36:18 |                              | Arena Zimbrilor, Baia Mare |

| 30 kwietnia 202111:00 | CS Universitatea Cluj-Napoca | 30:52 | Dinamo Bukareszt | Parcul Sportiv Iuliu Hațieganu, Kluż-Napoka |
| 30 kwietnia 202111:00 |                              | 30:52 |                  | Parcul Sportiv Iuliu Hațieganu, Kluż-Napoka |

| 30 kwietnia 202111:00 | ACS Tomitanii Constanța | 6:46 | Steaua Bukareszt | Stadionul Mihai Naca, Konstanca |
| 30 kwietnia 202111:00 |                         | 6:46 |                  | Stadionul Mihai Naca, Konstanca |

| 1 maja 202111:00 | CSM Știința Baia Mare | 29:24 | SCM Timișoara | Arena Zimbrilor, Baia Mare |
| 1 maja 202111:00 |                       | 29:24 |               | Arena Zimbrilor, Baia Mare |

| 8 maja 202112:00 | SCM Timișoara | 59:19 | CS Universitatea Cluj-Napoca | Stadionul Gheorghe Rășcanu, Timișoara |
| 8 maja 202112:00 |               | 59:19 |                              | Stadionul Gheorghe Rășcanu, Timișoara |

| 8 maja 202112:00 | Steaua Bukareszt | 18:17 | CSM Știința Baia Mare | Ghencea, Bukareszt |
| 8 maja 202112:00 |                  | 18:17 |                       | Ghencea, Bukareszt |

| 8 maja 202114:00 | Dinamo Bukareszt | 78:19 | ACS Tomitanii Constanța | Stadionul Florea Dumitrache, Bukareszt |
| 8 maja 202114:00 |                  | 78:19 |                         | Stadionul Florea Dumitrache, Bukareszt |

| 15 maja 202111:00 | CSM Știința Baia Mare | 46:27 | Dinamo Bukareszt | Arena Zimbrilor, Baia Mare |
| 15 maja 202111:00 |                       | 46:27 |                  | Arena Zimbrilor, Baia Mare |

| 15 maja 202112:00 | SCM Timișoara | 13:13 | Steaua Bukareszt | Stadionul Gheorghe Rășcanu, Timișoara |
| 15 maja 202112:00 |               | 13:13 |                  | Stadionul Gheorghe Rășcanu, Timișoara |

| 16 maja 202111:30 | CS Universitatea Cluj-Napoca | 45:27 | ACS Tomitanii Constanța | Parcul Sportiv Iuliu Hațieganu, Kluż-Napoka |
| 16 maja 202111:30 |                              | 45:27 |                         | Parcul Sportiv Iuliu Hațieganu, Kluż-Napoka |

| 22 maja 202111:00 | ACS Tomitanii Constanța | 17:80 | CSM Știința Baia Mare | Stadionul Mihai Naca, Konstanca |
| 22 maja 202111:00 |                         | 17:80 |                       | Stadionul Mihai Naca, Konstanca |

| 22 maja 202112:00 | Dinamo Bukareszt | 31:28 | SCM Timișoara | Stadionul Florea Dumitrache, Bukareszt |
| 22 maja 202112:00 |                  | 31:28 |               | Stadionul Florea Dumitrache, Bukareszt |

| 23 maja 202111:30 | Steaua Bukareszt | 55:5 | CS Universitatea Cluj-Napoca | Ghencea, Bukareszt |
| 23 maja 202111:30 |                  | 55:5 |                              | Ghencea, Bukareszt |

| 29 maja 202112:00 | Dinamo Bukareszt | 14:27 | Steaua Bukareszt | Stadionul Florea Dumitrache, Bukareszt |
| 29 maja 202112:00 |                  | 14:27 |                  | Stadionul Florea Dumitrache, Bukareszt |

| 29 maja 202114:00 | CS Universitatea Cluj-Napoca | 14:46 | CSM Știința Baia Mare | Parcul Sportiv Iuliu Hațieganu, Kluż-Napoka |
| 29 maja 202114:00 |                              | 14:46 |                       | Parcul Sportiv Iuliu Hațieganu, Kluż-Napoka |

| 30 maja 202116:00 | ACS Tomitanii Constanța | 12:82 | SCM Timișoara | Stadionul Mihai Naca, Konstanca |
| 30 maja 202116:00 |                         | 12:82 |               | Stadionul Mihai Naca, Konstanca |

| 5 czerwca 202112:00 | SCM Timișoara | 28:25 | CSM Știința Baia Mare | Stadionul Gheorghe Rășcanu, Timișoara |
| 5 czerwca 202112:00 |               | 28:25 |                       | Stadionul Gheorghe Rășcanu, Timișoara |

| 5 czerwca 202114:00 | Steaua Bukareszt | 101:26 | ACS Tomitanii Constanța | Ghencea, Bukareszt |
| 5 czerwca 202114:00 |                  | 101:26 |                         | Ghencea, Bukareszt |

| 6 czerwca 202111:30 | Dinamo Bukareszt | 35:20 | CS Universitatea Cluj-Napoca | Stadionul Florea Dumitrache, Bukareszt |
| 6 czerwca 202111:30 |                  | 35:20 |                              | Stadionul Florea Dumitrache, Bukareszt |

| 12 czerwca 202111:00 | ACS Tomitanii Constanța | 14:71 | Dinamo Bukareszt | Stadionul Mihai Naca, Konstanca |
| 12 czerwca 202111:00 |                         | 14:71 |                  | Stadionul Mihai Naca, Konstanca |

| 12 czerwca 202112:00 | CSM Știința Baia Mare | 23:18 | Steaua Bukareszt | Arena Zimbrilor, Baia Mare |
| 12 czerwca 202112:00 |                       | 23:18 |                  | Arena Zimbrilor, Baia Mare |

| 18 sierpnia 202111:00 | CS Universitatea Cluj-Napoca | 10:33 | SCM Timișoara | Parcul Sportiv Iuliu Hațieganu, Kluż-Napoka |
| 18 sierpnia 202111:00 |                              | 10:33 |               | Parcul Sportiv Iuliu Hațieganu, Kluż-Napoka |

| 4 września 202111:00 | ACS Tomitanii Constanța | 21:28 | CS Universitatea Cluj-Napoca | Stadionul Mihai Naca, Konstanca |
| 4 września 202111:00 |                         | 21:28 |                              | Stadionul Mihai Naca, Konstanca |

| 4 września 202112:00 | Steaua Bukareszt | 29:10 | SCM Timișoara | Ghencea, Bukareszt |
| 4 września 202112:00 |                  | 29:10 |               | Ghencea, Bukareszt |

| 5 września 202111:30 | Dinamo Bukareszt | 20:22 | CSM Știința Baia Mare | Stadionul Florea Dumitrache, Bukareszt |
| 5 września 202111:30 |                  | 20:22 |                       | Stadionul Florea Dumitrache, Bukareszt |

| 24 września 202112:00 | CS Universitatea Cluj-Napoca | 10:82 | Steaua Bukareszt | Ghencea, Bukareszt |
| 24 września 202112:00 |                              | 10:82 |                  | Ghencea, Bukareszt |

| 25 września 202111:00 | CSM Știința Baia Mare | 55:12 | ACS Tomitanii Constanța | Arena Zimbrilor, Baia Mare |
| 25 września 202111:00 |                       | 55:12 |                         | Arena Zimbrilor, Baia Mare |

| 25 września 202112:00 | SCM Timișoara | 7:28 | Dinamo Bukareszt | Stadionul Gheorghe Rășcanu, Timișoara |
| 25 września 202112:00 |               | 7:28 |                  | Stadionul Gheorghe Rășcanu, Timișoara |

## Faza pucharowa
|  |                              |                              |          |                   |                       |                       |                       |                   |                   |                  |        |        |        |
|  | Play-off                     | Play-off                     | Play-off |                   |                       | Półfinały             | Półfinały             | Półfinały         |                   |                  | Finały | Finały | Finały |
|  | Play-off                     | Play-off                     | Play-off |                   |                       | Półfinały             | Półfinały             | Półfinały         |                   |                  | Finały | Finały | Finały |
|  |                              |                              |          |                   |                       |                       |                       |                   |                   |                  |        |        |        |
|  |                              |                              |          |                   |                       |                       |                       |                   |                   |                  |        |        |        |
|  |                              |                              |          | 1                 | Steaua Bukareszt      | 22                    |                       |                   |                   |                  |        |        |        |
|  |                              |                              |          | 1                 | Steaua Bukareszt      | 22                    |                       |                   |                   |                  |        |        |        |
|  | 4                            | SCM Timișoara                | 66       |                   |                       | 5                     | SCM Timișoara         | 18                |                   |                  |        |        |        |
|  | 4                            | SCM Timișoara                | 66       |                   |                       | 5                     | SCM Timișoara         | 18                |                   |                  |        |        |        |
|  | 5                            | CS Universitatea Cluj-Napoca | 0        |                   |                       |                       |                       |                   | Steaua Bukareszt  | Steaua Bukareszt | 3      |        |        |
|  | 5                            | CS Universitatea Cluj-Napoca | 0        |                   |                       |                       |                       |                   | Steaua Bukareszt  | Steaua Bukareszt | 3      |        |        |
|  |                              |                              |          |                   |                       | CSM Știința Baia Mare | CSM Știința Baia Mare | 11                |                   |                  |        |        |        |
|  |                              |                              |          |                   |                       | CSM Știința Baia Mare | CSM Știința Baia Mare | 11                |                   |                  |        |        |        |
|  |                              |                              |          | 2                 | CSM Știința Baia Mare | 32                    |                       |                   |                   |                  |        |        |        |
|  |                              |                              |          | 2                 | CSM Știința Baia Mare | 32                    |                       |                   |                   |                  |        |        |        |
|  | 3                            | Dinamo Bukareszt             | 63       |                   |                       | 3                     | Dinamo Bukareszt      | 15                |                   |                  |        |        |        |
|  | 3                            | Dinamo Bukareszt             | 63       |                   |                       | 3                     | Dinamo Bukareszt      | 15                |                   |                  |        |        |        |
|  | 6                            | ACS Tomitanii Constanța      | 17       |                   |                       |                       |                       |                   |                   |                  |        |        |        |
|  | 6                            | ACS Tomitanii Constanța      | 17       |                   |                       |                       |                       |                   |                   |                  |        |        |        |
|  |                              |                              |          | Mecz o 5. miejsce | Mecz o 5. miejsce     | Mecz o 5. miejsce     | Mecz o 3. miejsce     | Mecz o 3. miejsce | Mecz o 3. miejsce |                  |        |        |        |
|  |                              |                              |          | Mecz o 5. miejsce | Mecz o 5. miejsce     | Mecz o 5. miejsce     | Mecz o 3. miejsce     | Mecz o 3. miejsce | Mecz o 3. miejsce |                  |        |        |        |
|  |                              |                              |          |                   |                       |                       |                       |                   |                   |                  |        |        |        |
|  |                              |                              |          |                   |                       |                       |                       |                   |                   |                  |        |        |        |
|  | CS Universitatea Cluj-Napoca | CS Universitatea Cluj-Napoca | 36       | SCM Timișoara     | SCM Timișoara         | 11                    |                       |                   |                   |                  |        |        |        |
|  | CS Universitatea Cluj-Napoca | CS Universitatea Cluj-Napoca | 36       | SCM Timișoara     | SCM Timișoara         | 11                    |                       |                   |                   |                  |        |        |        |
|  | ACS Tomitanii Constanța      | ACS Tomitanii Constanța      | 24       | Dinamo Bukareszt  | Dinamo Bukareszt      | 16                    |                       |                   |                   |                  |        |        |        |
|  | ACS Tomitanii Constanța      | ACS Tomitanii Constanța      | 24       | Dinamo Bukareszt  | Dinamo Bukareszt      | 16                    |                       |                   |                   |                  |        |        |        |

Play-off
| 3 października 202114:00 | SCM Timișoara | 66:0 | CS Universitatea Cluj-Napoca | Stadionul Gheorghe Rășcanu, Timișoara |
| 3 października 202114:00 |               | 66:0 |                              | Stadionul Gheorghe Rășcanu, Timișoara |

| 2 października 202112:00 | Dinamo Bukareszt | 63:17 | ACS Tomitanii Constanța | Stadionul Florea Dumitrache, Bukareszt |
| 2 października 202112:00 |                  | 63:17 |                         | Stadionul Florea Dumitrache, Bukareszt |

Półfinały
| 9 października 202112:00 | Steaua Bukareszt | 22:18 | SCM Timișoara | Ghencea, Bukareszt |
| 9 października 202112:00 |                  | 22:18 |               | Ghencea, Bukareszt |

| 9 października 202111:00 | CSM Știința Baia Mare | 32:15 | Dinamo Bukareszt | Arena Zimbrilor, Baia Mare |
| 9 października 202111:00 |                       | 32:15 |                  | Arena Zimbrilor, Baia Mare |

Mecz o 5. miejsce
| 16 października 202111:00 | CS Universitatea Cluj-Napoca | 36:24 | ACS Tomitanii Constanța | Parcul Sportiv Iuliu Hațieganu, Kluż-Napoka |
| 16 października 202111:00 |                              | 36:24 |                         | Parcul Sportiv Iuliu Hațieganu, Kluż-Napoka |

Mecz o 3. miejsce
| 16 października 202112:00 | SCM Timișoara | 11:16 | Dinamo Bukareszt | Stadionul Arcul de Triumf, Bukareszt |
| 16 października 202112:00 |               | 11:16 |                  | Stadionul Arcul de Triumf, Bukareszt |

Mecz o 1. miejsce
| 16 października 202117:30 | Steaua Bukareszt | 3:11 | CSM Știința Baia Mare | Stadionul Arcul de Triumf, Bukareszt |
| 16 października 202117:30 |                  | 3:11 |                       | Stadionul Arcul de Triumf, Bukareszt |

## Klasyfikacja końcowa
| Miejsce | Klub                         | Składy |
| ------- | ---------------------------- | ------ |
| złoto   | CSM Știința Baia Mare        |        |
| srebro  | Steaua Bukareszt             |        |
| brąz    | Dinamo Bukareszt             |        |
| 4       | SCM Timișoara                |        |
| 5       | CS Universitatea Cluj-Napoca |        |
| 6       | ACS Tomitanii Constanța      |        |